# Sabu (regista)
Sabu  (サブ?), pseudonimo di Hiroyuki Tanaka (田中博行?, Tanaka Hiroyuki) (Wakayama, 18 novembre 1964) è un regista, attore e sceneggiatore giapponese.

## Biografia
Nato nella Prefettura di Wakayama, Sabu studiò ad Osaka in una scuola di moda prima di trasferirsi Tokyo per diventare un musicista professionista. Gli fu suggerito di provare a recitare e nel 1986 debuttò con la pellicola Sorobanzuku. Ottenne il primo ruolo da protagonista nel 1991 con World Apartment Horror, un film live-action diretto da Katsuhiro Ōtomo, noto per Akira.
Basandosi su una sceneggiatura scritta da lui stesso, debuttò nella regia nel 1996 con Dangan Runner, un film nel quale esprime il suo stile iniziale fatto di "eccentriche commedie d'azione spinte da personaggi che si lanciano a capofitto attraverso narrazioni contorte guidate più dalle forze dell'incidenza e della coincidenza".."
Shin'ichi Tsutsumi è stato il protagonista dei suoi primi cinque film. Blessing Bell, con protagonista Susumu Terajima, segnò un cambiamento rispetto ai precedenti film incentrati su azione, parodia e commedia nera, è gli fruttò il NETPAC Award al Festival di Berlino 2003. In seguito ha lavorato per la band J-pop V6 e nel 2009 con Kani Kōsen portò sullo schermo un classico della letteratura proletaria giapponese, dall'omonimo romanzo di Takiji Kobayashi.
Ten no Chasuke fu inserito in competizione al Festival di Berlino 2015.

## Filmografia

### Regista e sceneggiatore
- Dangan Runner (弾丸ランナー, 弾丸ランナー)  (1996)
- Postman Blues (ポストマン・ブルース)  (1997)
- Anrakkî monkî (アンラッキー・モンキー)  (1998)
- Monday  (2000)
- Drive  (2002)
- Blessing Bell (幸福の鐘, Kōfuku no kane)  (2002)
- A1012K (アンラッキー・モンキー) - cortometraggio (2003)
- Hâdo rakku hîrô (ハードラックヒーロー)  (2003)
- Hôrudo appu daun (ホールドアップダウン)  (2005)
- Shissô  (疾走) (2005)
- Kani Kōsen  (蟹工船) (2009)
- Toraburuman (トラブルマン) - serie TV (2010)
- Usagi doroppu (うさぎドロップ) (2011)
- Miss Zombie (2013)
- Ten no Chasuke (天の茶助) (2015)
- Hapinesu (ハピネス) (2016)
- Mr. Long (ミスター・ロン) (2017)
- Jam (2018)
- Dancing Mary (2020)
- Kudakechiru tokoro o misete ageru (砕け散るところを見せてあげる) (2020)
- Kinô yori akaku, ashita yori aoku: Cinema Fighters Project  - episodio Blue Bird (2021)

### Attore
- Sorobanzuku (そろばんず), regia di Yoshimitsu Morita  (1986)
- World Apartment Horror (ワールド・アパートメント・ホラー), regia di Katsuhiro Ōtomo  (1991)
- Kuma-chan, regia di Kazuya Konaka  (1992)
- Zeiram 2 (ゼイラム２), regia di Keita Amemiya  (1994)
- 800 Two Lap Runners, regia di Ryûichi Hiroki  (1994)
- Shinjuku Triad Society (そろばんず), regia di Takashi Miike  (1995)
- Dangan Runner (弾丸ランナー, 弾丸ランナー), regia di Sabu  (1996)
- Katte ni Shiyagare!! Gyakuten Keikaku (勝手にしやがれ！！ 英雄計画), regia di Kiyoshi Kurosawa - film TV  (1996)
- Joyū-rei (女優霊), regia di Hideo Nakata  (1996)
- Postman Blues (ポストマン・ブルース), regia di Sabu (1997)
- Anrakkî monkî (アンラッキー・モンキー), regia di Sabu (1998)
- Ichi the Killer (殺し屋1), regia di Takashi Miike  (2001)
- Joze to tora to sakana-tachi (ジョゼと虎と魚たち), regia di Isshin Inudô  (2003)
- Hoshi ni negai o. (星に願いを), regia di Tatsuoki Hosono e Shin Togashi  (2003)
- Sakuran (さくらん), regia di Mika Ninagawa  (2007)
- Silence, regia di Martin Scorsese (2016)

## Doppiatori italiani
- Francesco Bulckaen in Ichi the Killer